# La Révolte des enfants (Star Trek)
Pour l’article homonyme, voir La Révolte des enfants.
La Révolte des enfants (And the Children Shall Lead) est le quatrième épisode de la troisième saison de la série télévisée Star Trek. Il fut diffusé pour la première fois le 11 octobre 1968 sur la chaîne américaine NBC.
L'Enterprise atteint une colonie de la Fédération où tous les adultes se sont entretués pendant que les enfants continuent à jouer comme si de rien n'était.

## Distribution

### Acteurs principaux
- William Shatner — James T. Kirk (VF : Yvon Thiboutot)
- Leonard Nimoy — Spock (VF : Régis Dubost)
- DeForest Kelley — Leonard McCoy
- James Doohan — Montgomery Scott
- George Takei — Hikaru Sulu
- Nichelle Nichols — Uhura
- Walter Koenig — Pavel Chekov

### Acteurs secondaires
- Majel Barrett - Infirmière Christine Chapel
- Melvin Belli - Gorgan
- Caesar Belli - Steve
- Craig Huxley - Tommy Starnes
- Pamelyn Ferdin - Mary
- Mark Robert Brown - Don
- Brian Tochi - Ray
- Lou Elias - Premier technicien
- Jay D. Jones - Second technicien
- Paul Baxley - Garde de la sécurité
- Dick Dial - Garde de la sécurité
- Eddie Paskey - Lieutenant Leslie
- Frank da Vinci - Opérateur de transport
- William Blackburn - Lieutenant Hadley
- Roger Holloway - Lieutenant Lemli

## Résumé
L'équipage de l'Enterprise intercepte un message de détresse venant de la planète Triacus. Le capitaine Kirk, Spock et le docteur McCoy descendent à la surface pour s'apercevoir que les scientifiques qui y vivaient sont morts, et le professeur Starnes, le chef de l'expédition scientifique meurt sous leurs yeux sans sembler les reconnaitre. Toutefois, les enfants des scientifiques, eux, sont toujours vivants et jouent tranquillement à la surface sans avoir conscience de la mort de leurs parents.
Les enfants sont ramenés à bord de l'Enterprise où le docteur McCoy évalue qu'ils souffrent d'amnésie lacunaire et sont incapables de comprendre ce qui est arrivé à leurs parents. Entre eux, les enfants réussissent à invoquer un humanoïde fantomatique, nommé Gorgan qui semble être à l'origine de leur amnésie et leur a conféré des pouvoirs d'hypnotisme. Celui-ci leur explique qu'ils doivent s'attaquer à l'équipage du vaisseau afin qu'ils atterrissent sur Marcus XII, une planète où il pourra régner. Le plus âgé d'entre eux, Tommy, utilise ses pouvoirs afin de faire croire que le vaisseau est en orbite autour de Triacus alors que celui-ci se dirige en réalité vers Marcus XII.
Après le visionnage d'un film de l'expédition enregistré par Starnes, Spock, McCoy et Kirk reviennent sur le pont du vaisseau. Après avoir été hypnotisée par les enfants, Spock et Kirk réussissent à recouvrir leurs esprits et découvrent que les enfants sont possédés par Gorgan. Celui-ci faisait partie des maraudeurs, une équipe de pirates de l'espace, et son fantôme a été libéré involontairement par l'équipe archéologique de Starnes. En montrant des vidéos des enfants s'amusant avec leurs parents puis en les montrant morts, Kirk et Spock brisent le contrôle mental que Gorgan avait sur les enfants. Celui-ci finit par se décomposer. Les enfants perdent leur pouvoir d'hypnose et les membres d'équipage reprennent leur esprit. Le vaisseau repart sur Starbase 4 afin d'y déposer les enfants.

### Référence culturelles
Le titre original de l'épisode en anglais est tiré du livre d'Isaïe.

## Production

### Écriture
Le scénario de l'épisode fut proposé par la scénariste Edward J. Lakso en mars 1968. La première version du script fut fini le 30 avril 1968 avant d'être partiellement réécrit par Arthur Singer et Fred Freiberger en juin 1968. Le scénario s'inspire de la Gorgone de la mythologie grecque, du Livre d'Isaïe et des superstitions des puritains. Bien qu'en partie supervisé et commandé par Gene Roddenberry, le créateur de Star Trek, l'épisode fut notamment attribué au nouveau producteur Fred Freiberger celui-ci ayant défendu l'épisode comme étant supérieur à ce qui se faisait auparavant. À l'origine, une scène devait expliquer comment Kirk découvrait le nom de Gorgon, mais celle-ci fut supprimée du scénario, augmentant la confusion de fin d'épisode lorsque Kirk s'adresse à lui.

### Casting
Melvin Belli était un avocat assez connu dans les années 1960 notamment pour avoir défendu Jack Ruby, l'homme qui tua Lee Harvey Oswald. Freiberger pensait que lui demander de jouer ce rôle serait un bon moyen de faire de la publicité pour la série. Des années plus tard, il avoua que l'idée était assez mauvaise, la prestation de Belli n'étant pas convaincante. Gene Roddenberry suggéra à l'époque de distordre au maximum sa voix lors de ses apparitions afin d'atténuer les erreurs de jeu.

### Tournage
Le tournage eut lieu du 27 juin au 5 juillet 1968 au studio de la compagnie Desilu sur Gower Street à Hollywood, sous la direction du réalisateur Marvin Chomsky.
L'épisode fait apparaître l'arboretum du vaisseau, initialement construit pour une scène supprimée de l'épisode Hélène de Troie.

### Post-production
Dans la scène où Tommy réussit à rendre la voix du Capitaine Kirk inintelligible, la voix de William Shatner a été repassée à l'envers. Celui-ci donne l'ordre que le lieutenant Sulu, Uhura et Spock soient démis de leur fonction.

## Diffusion et réception critique

### Diffusion américaine
L'épisode fut retransmis à la télévision pour la première fois le 11 octobre 1968 sur la chaîne américaine NBC en tant que quatrième épisode de la troisième saison.

### Diffusion hors États-Unis
L'épisode fut diffusé au Royaume Uni le 6 octobre 1971 sur BBC One.
En version francophone, l'épisode fut diffusé au Québec en 1971. En France, l'épisode est diffusé le 11 juillet 1986 lors de la rediffusion de l'intégrale de Star Trek sur La Cinq.

### Réception critique
Dans une interview publié dans le livre Star Trek Lives Leonard Nimoy raconte qu'alors qu'il se plaignant des incohérences du script, il entendit Freidberger défendre l'épisode en disant que celui-ci est "ce que Miri aurait dû être. Nimoy qualifie Miri de très bon épisode et celui-ci de "merdique".
L'épisode est assez peu apprécié par les fans qui y voient un exemple de ce qui ne fonctionne pas dans la troisième saison. Le site Agony Booth le classe comme le pire épisodes de la série. Dans un classement pour le site Hollywood.com Christian Blauvelt place cet épisode à la 56e position sur les 79 épisodes de la série originelle. Pour le site The A.V. Club Zack Handlen donne à l'épisode la note de B+ trouvant que l'épisode réutilise beaucoup déjà utilisés par le passé, comme le personnage aux pouvoirs magiques. Il trouve que la résolution et l'attitude de Kirk à la fin de l'épisode diminue totalement son impact.

### Hommage
- L'épisode est cité dans le film Zodiac Marvin Belli (joué par Brian Cox) faisant allusion à son rôle de Gorgan.

## Adaptations littéraires
L'épisode fut romancé sous forme d'une nouvelle de 29 pages écrite par l'auteur James Blish dans le livre Star Trek 12, un recueil compilant différentes histoires de la série et sorti en novembre 1977 aux éditions Bantam Books. Dans cette version, Sulu voit des missiles entourer le vaisseau et non des épées, et les enfants hypnotisent en chantant.
Dans les romans dérivées de la série Star Trek: The Next Generation nommés Q Continuum trilogy il est établi que Gorgan vient de la même dimension que Q.

## Éditions commerciales
Aux États-Unis, l'épisode est disponible sous différents formats. En 1988 et 1990, l'épisode est sorti en VHS et Betamax. L'épisode sortit en version remastérisée sous format DVD en 2001 et 2004.
L'épisode connu une nouvelle version remasterisée sortie le 24 février 2007 : l'épisode fit l'objet de nouveaux effets spéciaux, notamment les plans de l'Enterprise et de la planète Triacus vus de l'espace qui ont été refait à partir d'images de synthèse. Cette version est comprise dans l'édition Blu-ray, diffusée en décembre 2009.
En France, l'épisode fut disponible avec l'édition VHS de l'intégrale de la saison 3 en 2000. L'édition DVD est sortie en 2004 et l'édition Blu-ray le 22 décembre 2009.